# Rossiya 1
Pour les articles homonymes, voir Rossiya.
 (décembre 2018).
Rossiya 1 (en russe : Россия 1, ce qui signifie « Russie 1 ») est une chaîne de télévision publique russe. Succédant à la seconde chaîne de la Gosteleradio (télévision nationale soviétique) en 1991, elle passe sous le contrôle du gouvernement de la fédération de Russie lors de l'effondrement de l'Union soviétique. 
Placée sous la tutelle du groupe audiovisuel public VGTRK, c'est l'une des chaînes de télévision les plus regardées du pays qui peut compter sur près de 50 millions de téléspectateurs.
Chaîne de format généraliste, Rossiya 1 émet sur le réseau hertzien russe ainsi que sur plusieurs satellites couvrant l'Europe et une partie de l'Asie. 
Elle dispose depuis 2002 d'une version internationale baptisée RTR Planeta (RTR étant l'ancien nom de Rossiya 1) émettant en Europe et en Amérique du Nord.

## Histoire
La création de la chaîne de télévision RTR intervient quelques mois après la promulgation d'une loi-cadre portant sur la réorganisation de l'audiovisuel soviétique, loi votée sous l'impulsion du président Mikhail Gorbatchev le 12 juin 1990. 
Le 15 juillet, un décret présidentiel portant sur « la démocratisation et le développement de la télévision et de la radiodiffusion en URSS  » entraîne la fin du monopole de la Gosteleradio, l'ancienne compagnie nationale de radio-télévision soviétique. 
Le 13 mai 1991, la RTV remplace officiellement la seconde chaîne de la Gosteleradio sur les écrans soviétiques. Devenue RTR en septembre 1991, l'effondrement de l'URSS entraîne néanmoins une nouvelle réorganisation de l'audiovisuel dans l'ensemble de la CEI, la fédération de Russie gardant le contrôle des anciennes chaînes publiques soviétiques (ORT, RTR, RTR Kultura et les chaînes régionales de Moscou et de Saint-Pétersbourg notamment).
Victime de la crise économique consécutive au remplacement de l'économie socialiste par l'économie de marché, la chaîne doit réduire son temps d'antenne de quatre heures en 1994. Comme nombre de médias russes à l'époque, elle a recours à la pratique du bartering (troc) afin de meubler sa grille des programmes. 
Les productions nationales restent extrêmement limitées, la majorité des émissions diffusées étant d'origine occidentale (séries américaines, telenovelas). Durant plusieurs mois, les premières parties de soirées sont occupées par le feuilleton américain Santa Barbara. Plusieurs télévisions européennes (BBC, ZDF, La Sept) fournissent gratuitement des programmes à la chaîne afin de soutenir son activité.
Le redressement économique de la Russie au cours des années suivantes permet à Telekanal Rossiya (nouveau nom de la chaîne) de s'affirmer et de développer ses propres productions (émissions d'information, documentaires, films et émissions de plateau). Parmi les programmes les plus populaires figurent ainsi le journal télévisé (Vesti), lequel a été récompensé à deux reprises (1995 et 2001) par le prix TEFI dans la catégorie « Meilleur programme d'information ».
En 2009, la chaîne diffuse la série Haute Voltige.
Telekanal Rossiya est rebaptisée Rossiya 1 le 1er janvier 2010. La chaîne est passée au 16:9 le 16 janvier 2017.

## Description
En raison de l'étendue du territoire russe (lequel s'étend sur onze fuseaux horaires), il existe plusieurs déclinaisons de Rossiya 1. À Moscou, la chaîne commence ses émissions régulières à 5 heures du matin par le programme « Bonjour Russie ! » (Доброе утро, Россия!) où alternent chroniques pratiques, musique et journaux télévisés. 
L'information occupe une place importante et est représentée par les journaux télévisés nationaux (Вести), régionaux (à Moscou, Вести-Москва ; il existe cependant plusieurs dizaines de déclinaisons régionales) et par un programme d'analyse de l'actualité (Вести +). 
Les grands événements sont retransmis en direct à l'antenne (interventions présidentielles, défilé militaire du 9 mai, mais aussi célébrations religieuses importantes, diffusées depuis la cathédrale du Christ-Sauveur de Moscou).
En soirée, la chaîne diffuse des séries ainsi que des films (productions russes et internationales).

## Fausses informations
Le 14 septembre 2022, dans la foulée de la mort de la reine britannique Élisabeth II, la présentatrice de la chaîne Rossiya 1, Olga Skabeïeva, diffuse dans son émission 60 minutes une vidéo qui représente, selon elle, la jeune Élisabeth II en train de jeter de la nourriture à des enfants africains, « comme à des animaux dans un zoo ». « Cette vidéo reflète comment l'Occident, notamment les Anglo-Saxons, traitent tous les humains du monde, sauf eux-mêmes », ajoute Skabeïeva. En réalité, la vidéo en question, tournée en 1899-1900 (27 ans avant la naissance d'Élisabeth II) par le réalisateur français, Gabriel Veyre, dans l'Indochine française, montre la femme du gouverneur local, Paul Doumer, jeter de petites pièces de monnaie à des jeunes Vietnamiens.